# Wood Village
Wood Village é uma cidade localizada no estado norte-americano de Oregon, no Condado de Multnomah.

## Demografia
Segundo o censo norte-americano de 2000, a sua população era de 2860 habitantes.
Em 2006, foi estimada uma população de 2954, um aumento de 94 (3.3%).

## Geografia
De acordo com o United States Census Bureau tem uma área de
2,5 km², dos quais 2,5 km² cobertos por terra e 0,0 km² cobertos por água.

## Localidades na vizinhança
O diagrama seguinte representa as localidades num raio de 8 km ao redor de Wood Village.